# آتسوشی شیروتا
آتسوشی شیروتا (انگلیسی: Atsushi Shirota؛ زادهٔ ۶ نوامبر ۱۹۹۱) بازیکن فوتبال اهل ژاپن است.